# Октакарбонил родия
Октакарбонил родия — неорганическое соединение, 
карбонильный комплекс родия с формулой Rh2(CO)8,
оранжевые кристаллы.

## Получение
- Действие монооксида углерода на металлический родий:

{\displaystyle {\mathsf {2Rh+8CO\ {\xrightarrow {p}}\ Rh_{2}(CO)_{8}}}}
- Действие монооксида углерода на иодид родия(III) в присутствии меди:

{\displaystyle {\mathsf {2RhI_{3}+8CO+6Cu\ {\xrightarrow {70-75^{o}C,p}}\ Rh_{2}(CO)_{8}+6CuI}}}

## Физические свойства
Октакарбонил родия образует оранжевые кристаллы.